# (10230) 1997 WU35
A (10230) 1997 WU35 a Naprendszer kisbolygóövében található aszteroida. A LINEAR program keretében fedezték fel 1997. november 29-én.

## Kapcsolódó szócikk
- Kisbolygók listája (10001–10500)